# Danacea neglecta
Danacea neglecta é uma espécie de dasitídeo, com distribuição restrita a Portugal.